# Bailwad, Sampgaon
Bailwad là một làng thuộc tehsil Sampgaon, huyện Belgaum, bang Karnataka, Ấn Độ.